# نیکیتا مازپین
نیکیتا دیمیتریویچ مازپین (روسی: Ники́та Дми́триевич Мазе́пин؛ IPA: [nʲɪkʲɪˈta dˈmʲɪtrʲɪvʲɪtɕ mɐˈzʲepʲɪn]؛ زادهٔ ۲ مارس ۱۹۹۹) یک راننده اتومبیل‌رانی روسی است که برای تیم فرمول یک هاس در مسابقات جهانی فرمول یک ۲۰۲۱  مسابقه می داد   وقتی که جنگ روسیه و اوکراین شروع شد مازپین و پدرش (که با اوراکلی حامی هاس بود) به علت داشتن تابعیت روسیه از فرمول یک اخراج شدند. وی قبلاً در مسابقات قهرمانی فرمول 2 FIA برای تیم هیتچ شرکت کرد.

## نتایج کامل در مسابقات فرمول یک
(کلید) (مسابقاتی که به‌صورت پررنگ نوشته شده‌اند نشانگر پول پوزیشن، و مسابقه‌هایی که به‌صورت ایتالیک نوشته شده‌اند نشانگر سریع‌ترین دور هستند)
| سال  | تیم                        | شاسی        | موتور                     | ۱        | ۲         | ۳         | ۴          | ۵         | ۶            | ۷         | ۸          | ۹        | ۱۰          | ۱۱          | ۱۲       | ۱۳      | ۱۴         | ۱۵       | ۱۶       | ۱۷        | ۱۸        | ۱۹         | ۲۰ | ۲۱         | ۲۲          | امتیاز      | ق.ر. |
| ---- | -------------------------- | ----------- | ------------------------- | -------- | --------- | --------- | ---------- | --------- | ------------ | --------- | ---------- | -------- | ----------- | ----------- | -------- | ------- | ---------- | -------- | -------- | --------- | --------- | ---------- | -- | ---------- | ----------- | ----------- | ---- |
| ۲۰۲۱ | تیم فرمول یک اورالکالی هاس | هاس وی‌اف-۲۱ | فراری ۰۶۵/۶ ۱٫۶ وی۶ توربو | بحرین ب. | امیلیا ۱۷ | پرتعال ۱۹ | اسپانیا ۱۹ | موناکو ۱۷ | آذربایجان ۱۴ | فرانسه ۲۰ | اشتیریا ۱۸ | اتریش ۱۹ | بریتانیا ۱۷ | مجارستان ب. | بلژیک ۱۷ | هلند ب. | ایتالیا ب. | روسیه ۱۸ | ترکیه ۲۰ | آمریکا ۱۷ | مکزیکو ۱۸ | سائو پ. ۱۷ |    | عربستان ب. | ابوظبی ک.ک. | بیست و یکم* | ۰*   |

یادداشت‌ها
- * – فصل هنوز در جریان است.